# Milan Zver

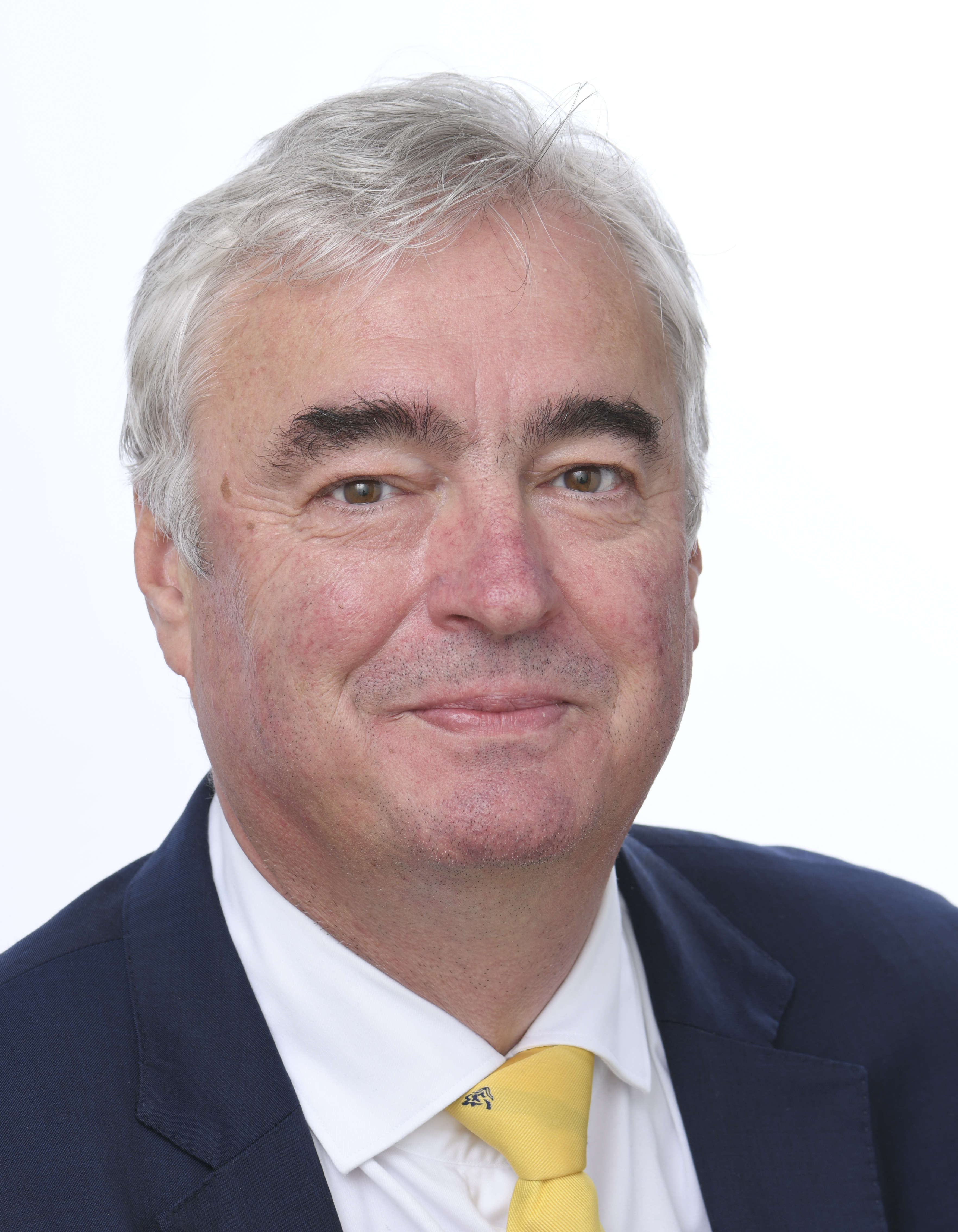
Milan Zver (2024)

Milan Zver (* 25. Mai 1962 in Ljubljana) ist ein slowenischer Politiker der SDS.
Zver legte sein Universitätsdiplom, seinen Magisterabschluss und seine Promotion im Fachbereich Sozialwissenschaften ab. Er begann 1987 als Universitätsassistent und wissenschaftlicher Mitarbeiter. 1992 wurde er Berater der slowenischen Regierung, 1994 übernahm er diese Aufgabe in der Stadtverwaltung von Ljubljana. 1998 begann er als Dozent an der Universität Maribor. Er gehört der Welt-Anti-Doping-Agentur an.
Bei der SDS war Zver Vorstandsmitglied, stellvertretender Vorsitzender und Parteiratsvorsitzender. Er gehörte dem Gemeinderat von Ljubljana von 1998 bis 2002 und dem slowenischen Staatsrat von 1998 bis 2003 an. 2004 wurde er in die Staatsversammlung gewählt. Von 2004 bis 2008 war er Minister für Bildung und Sport. In der ersten Jahreshälfte 2008 saß er dem EU-Fachministerrat für Bildung, Jugend und Kultur vor. 2009 wurde er in das Europäische Parlament gewählt. 2012 tritt er für das Amt des slowenischen Staatspräsidenten an.

## EU-Parlamentarier
Zver gehört der Fraktion der Europäischen Volkspartei, den Christdemokraten an.
Er ist Mitglied im Ausschuss für Kultur und Bildung und in der Delegation im Gemischten Parlamentarischen Ausschuss EU-Ehemalige Jugoslawische Republik Mazedonien. 
Als Stellvertreter ist er im Ausschuss für Landwirtschaft und ländliche Entwicklung und in der Delegation für die Beziehungen zur Volksrepublik China.